# Abraj Al-Bait
El Abraj Al-Bait es un conjunto de edificios ubicado en el centro de La Meca, en Arabia Saudita. Es el edificio más alto en Arabia Saudita y el cuarto rascacielos más alto del mundo, tras el Burj Khalifa, el Merdeka 118 y la Torre de Shanghái. Es también, por superficie, el tercer edificio más grande del mundo, con un total aproximado de 1 580 000 m².
La estructura está ubicada al otro lado de la calle de entrada al Masjid al-Haram, en cuyo interior se encuentra la Kaaba, considerada por los musulmanes como el lugar más santo del mundo. Por este motivo, el Abraj Al-Bait tiene un espacio para el rezo, con capacidad para albergar aproximadamente a cuatro mil personas. Además, la torre más alta contiene un hotel de cinco estrellas para alojar a los más de dos millones de peregrinos que participan en el Hajj cada año.[cita requerida]

## Descripción
La torre más alta del complejo, con una altura de 601 metros (1972 pies), es el edificio más alto de Arabia Saudita.[cita requerida]
El sitio del complejo está ubicado al otro lado de la plaza al sur desde la entrada principal (Puerta Rey Abdul-Aziz) hasta la mezquita Masjid al Haram, que alberga la Kaaba. Para dar cabida a los fieles que visitan la Kaaba, las Torres Abraj Al-Bait tienen dos grandes salas de oración (una para hombres y otra para mujeres) capaces de albergar a más de 10,000 personas. La torre más alta del complejo también contiene un hotel de cinco estrellas, operado por Fairmont Hotels and Resorts, para ayudar a proporcionar alojamiento a los millones de peregrinos que viajan a La Meca anualmente para participar en el Hayy. Además, las Torres Abraj Al-Bait tienen un centro comercial de cinco pisos (el Centro Comercial Abraj Al Bait) y un estacionamiento capaz de albergar más de mil vehículos.[cita requerida]
Se planeó que el edificio tuviera una altura de 694m. (2,100) en 2006. En 2009, se publicó que la altura final sería de 601 m. (1,972 pies). El complejo fue construido por Saudi Binladin Group, la mayor empresa constructora de Arabia Saudita. El edificio más alto del complejo (desde una altura de 450 m. (1.480 pies) hasta la punta) fue diseñado por el arquitecto alemán Mahmoud Bodo Rasch y su firma SL Rasch GmbH. La fachada fue construida por Premiere Composite Technologies, el reloj del fabricante alemán de relojes de torre PERROT GmbH & Co. KG Turmuhren und Läuteanlagen. Según el Ministerio de Dotaciones Religiosas de Arabia Saudita, el proyecto costó US $ 15 mil millones.[cita requerida]

## Rasgos

### Reloj
El proyecto utiliza caras de reloj para cada lado de la torre principal del hotel. Justo debajo de las pantallas de medios debajo de las caras del reloj. Con 43 m × 57 m (141 pies × 187 pies), estos son los más grandes del mundo. El techo de los relojes está a 451 m (1.480 pies) sobre el suelo, lo que los convierte en los relojes arquitectónicos más elevados del mundo. Se ha agregado una aguja de 151 metros de altura (495 pies) en la parte superior del reloj, lo que le da una altura total de 601 m (1,972 pies). Detrás del reloj hay una exposición de astronomía. En la base de la aguja y los pisos cubiertos de vidrio (The Jewel) hay un centro científico que se utiliza para ver la luna en los inicios de los meses islámicos y para operar un reloj atómico que controla los relojes.[cita requerida]

### Antena
La torre del reloj está coronada por una aguja de 93 metros con una media luna dorada de 23 metros en su extremo superior. La aguja cuenta con una sala de observación negra en la parte inferior que contiene una galería lunar, una torre de control y una plataforma principal de observación.[cita requerida]

## Récords
Gracias a su gran envergadura el edificio ostenta numerosos récords. Son los siguientes:
- Hotel más alto del mundo (601 metros).
- Reloj más grande del mundo (43 x 43 metros).
- Reloj más alto del mundo (a 451 metros).
- primer edificio más grande del mundo por superficie ((15 275 815 m²).

## Galería

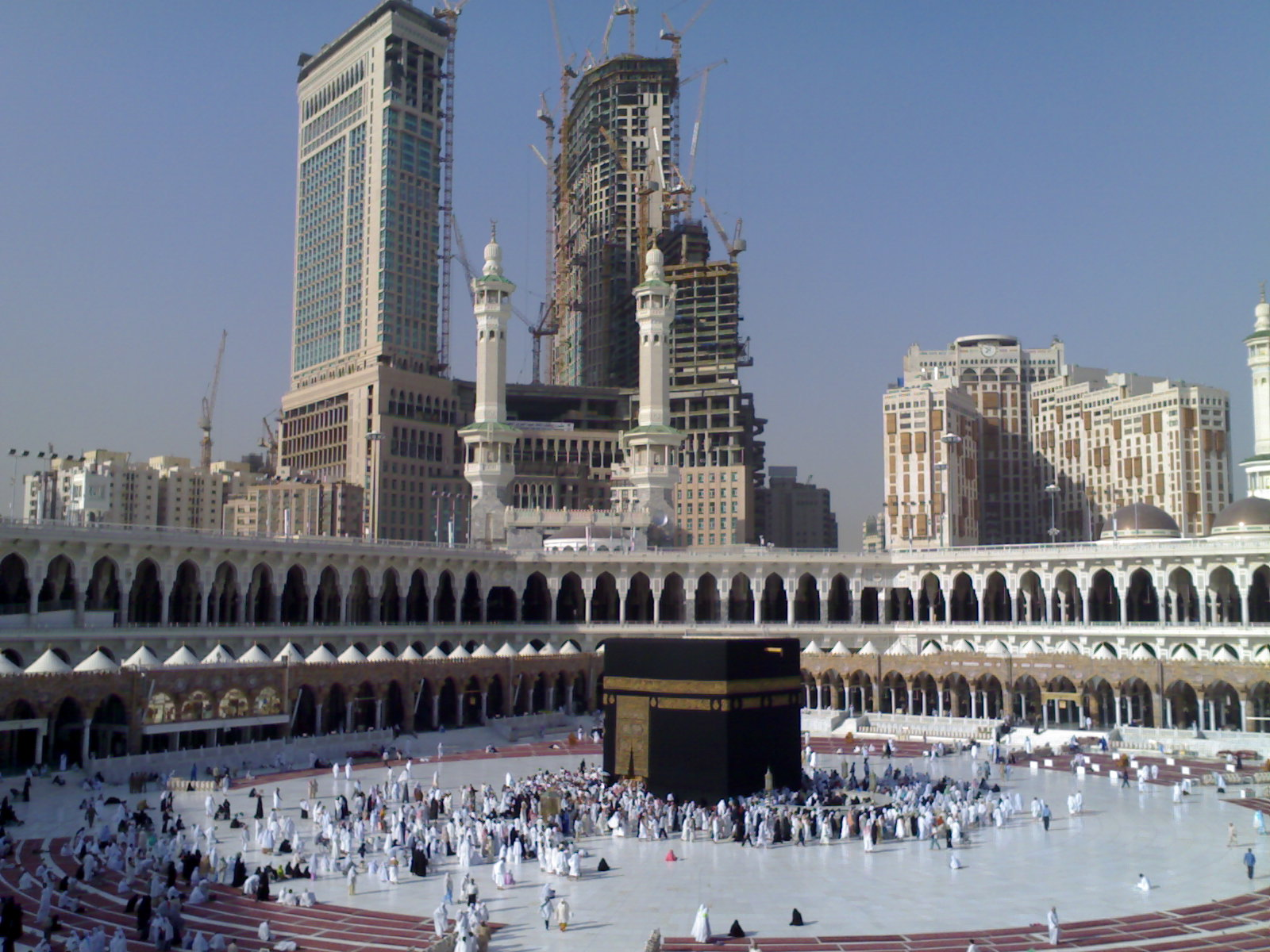
Mayo de 2006
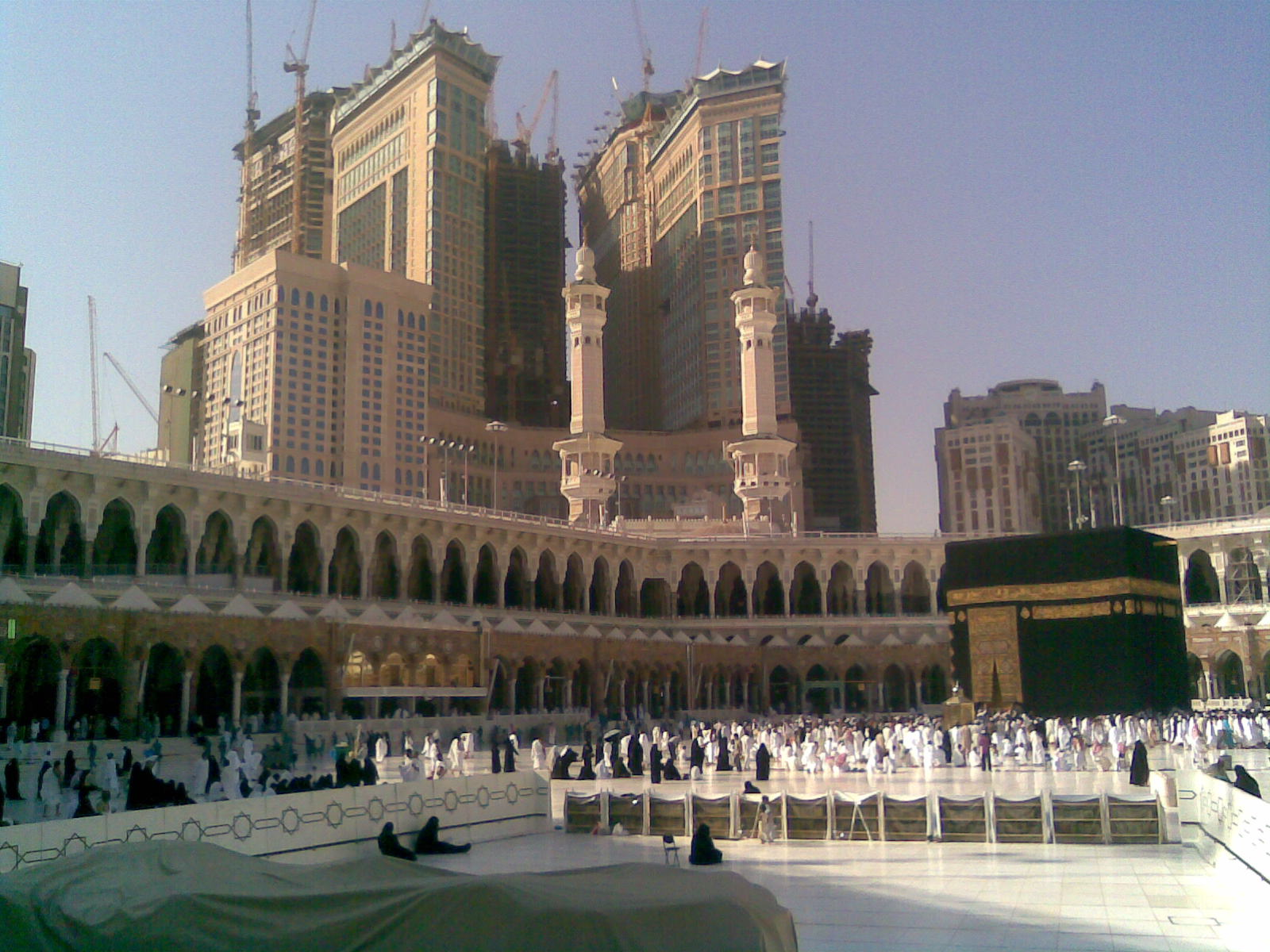
Octubre de 2008
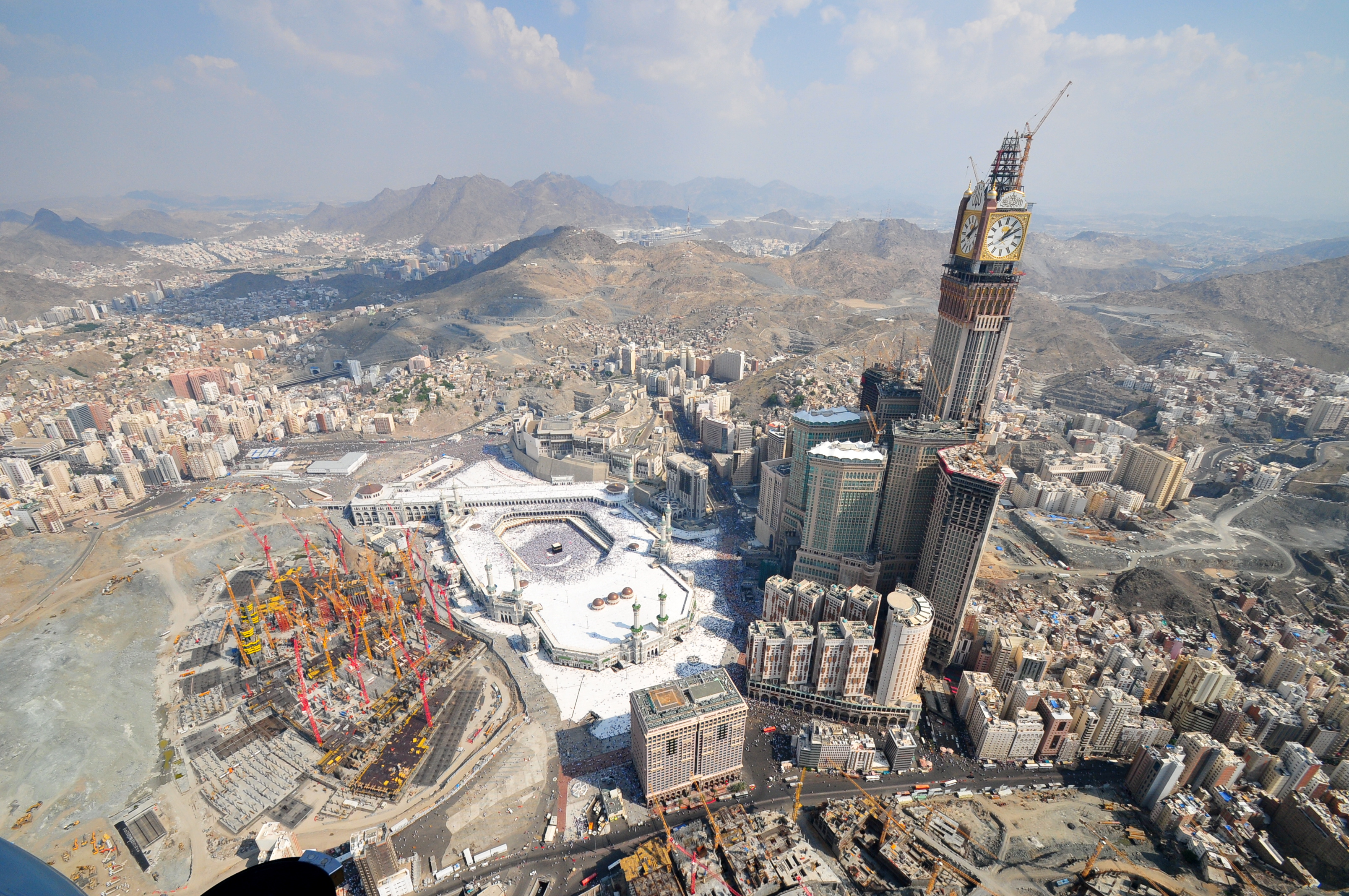
Noviembre de 2010
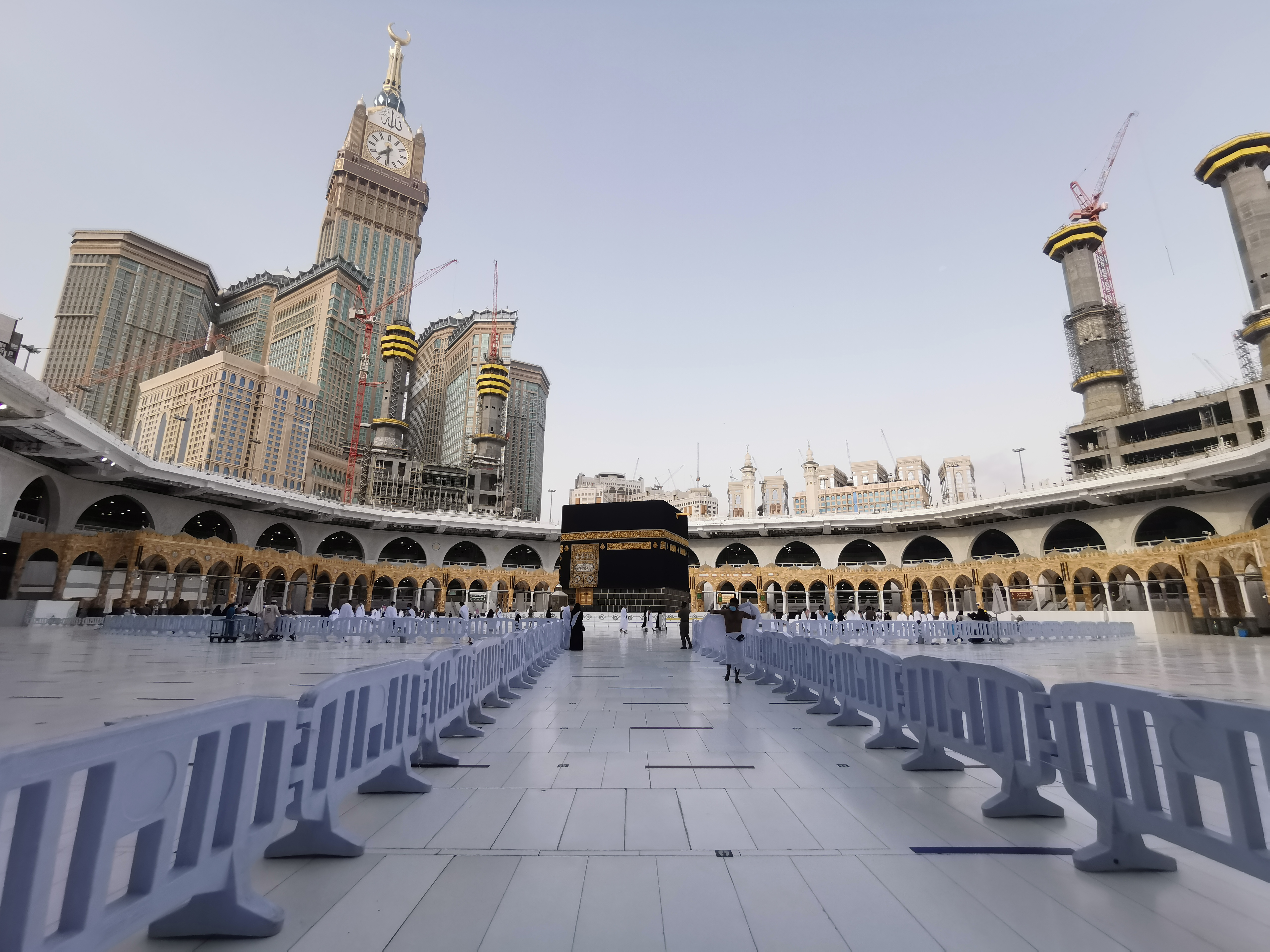
Julio de 2021
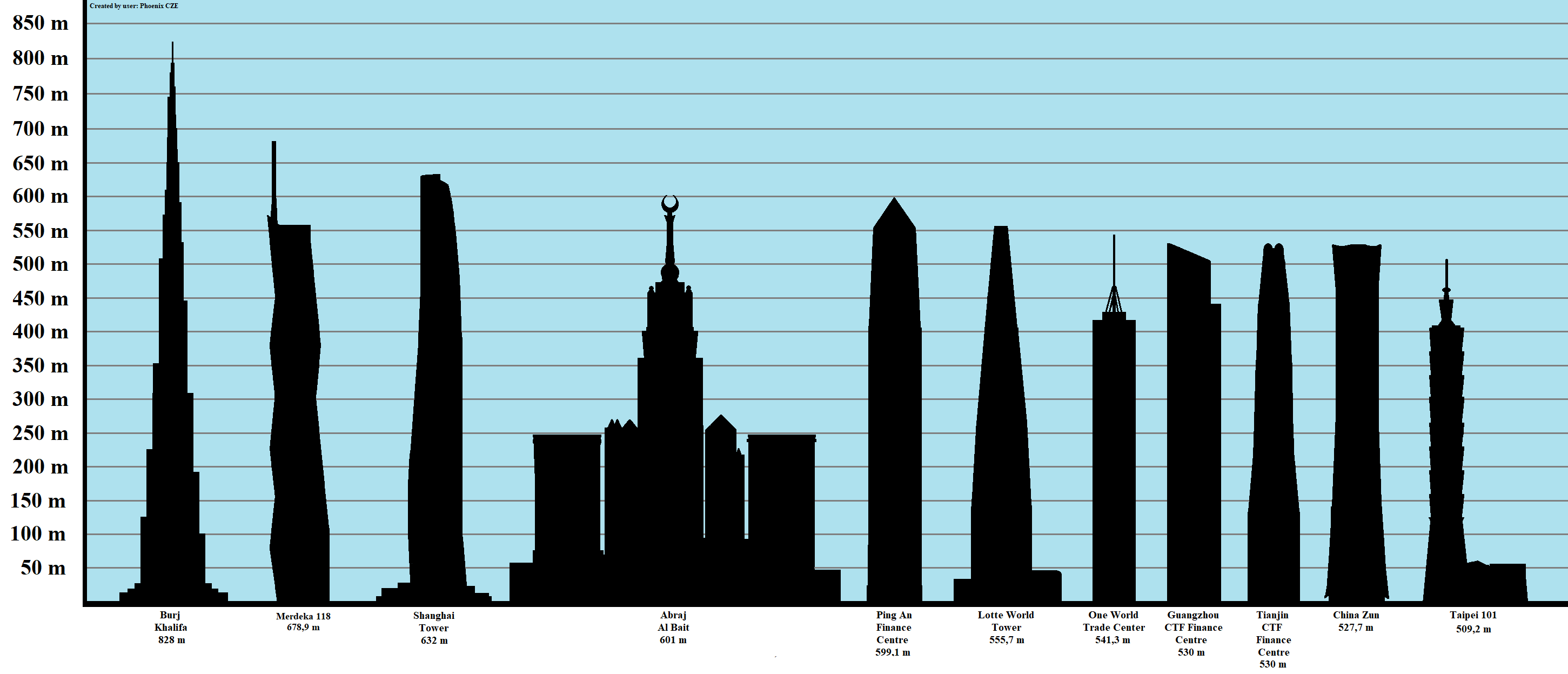
Edificios más altos del mundo. Abraj Al-Bait es el cuarto más alto.